# Sukaczy
Sukaczy (biał. Сукачы; ros. Сукачи, Sukaczi) – wieś na Białorusi, w obwodzie homelskim, w rejonie żytkowickim, w sielsowiecie Lenin. W 2009 roku liczyła 31 mieszkańców.
Wieś graniczy z Rezerwatem Krajobrazowym Środkowa Prypeć.

## Historia
W XIX i w początkach XX w. położone były w Rosji, w guberni mińskiej, w powiecie mozyrskim. W latach 1919–1920 znajdowały się pod Zarządem Cywilnym Ziem Wschodnich, w okręgu brzeskim. Wyznaczona w traktacie ryskim granica polsko-sowiecka pozostawiła miejscowość po stronie sowieckiej, do 1939 w pobliżu granicy z Polską. Od 1991 w niepodległej Białorusi.